# José Guccione
José Daniel Guccione (7 de febrero de 1952 - Posadas, 26 de febrero de 2021) fue un político y médico argentino. 

## Carrera política
Se desempeñó como diputado nacional por la provincia de Misiones entre 2011 y 2015 y como ministro de Salud de aquella provincia entre 2003 y 2011. Al momento de su fallecimiento, se desempeñaba como subsecretario de Articulación Federal del Ministerio de Salud de la Nación.
Previamente a ser ministro provincial, había desempeñado diversos cargos, como el de director del Hospital Madariaga de Posadas, presidente del Ente Provincial Regulador de Aguas y Cloacas.
Falleció a causa de las complicaciones derivadas del COVID-19 en el Hospital Madariaga.